# ファビオ・ジョゼ・ドス・サントス
ファビーニョ (Fabinho) こと、ファビオ・ジョゼ・ドス・サントス（Fábio José dos Santos, 1973年6月26日 - ）は、ブラジル出身の元サッカー選手、現サッカー指導者。現役時代のポジションはミッドフィールダー、フォワード。

## 経歴
2002年にJ2・大分トリニータに期限付き移籍で加入。主にMFとしてプレーしチームのJ1昇格に貢献したが、シーズン終了後に戦力外通告を受け退団。
2003年2月からJ2・アルビレックス新潟に加入。新潟でも主力として活躍し、川崎フロンターレ戦で初ゴールを挙げて以来、持ち前のテクニックでゴールを量産。チームのJ1昇格に貢献し、その後も4年間に渡ってチームを支えてきたが2006シーズン限りで契約満了に伴い退団。2006年最終節、またホーム新潟スタジアム最終戦となった大宮アルディージャ戦で途中出場ながらロスタイムに劇的な「お別れ弾」を決める。試合終了後は別れを惜しむサポーターから「ファビーニョ」コールが起こり、花束やフラッグが渡された。
翌2007年はブラジルのECジュベントゥージに所属していたが、シーズン途中に再び来日し、2007年7月よりベガルタ仙台に加入。昇格請負人として大きく期待されたが、移籍直後の試合で重傷を負い戦線離脱。シーズン終盤に復帰するも、その実力を出し切れないままチームは昇格を逃し、そのまま退団した。
2009年6月にアルビレックス新潟サッカースクールのコーチに就任。2011年4月、東日本大震災の影響で退任・帰国した。
2017年ブラジル　ジョインビレEC監督に就任。
2020年、オリヴェイラ代表からトリコロールドストリコローレスを授与された。
息子のレオナルドが2022年9月に結婚。

## プレースタイル
驚異的な加速力・スピードを生かしたパワフルなプレーが特徴。そのプレースタイルにより筋肉系の怪我が多くシーズンを通して活躍することには難があるが、本調子の時の爆発力は凄まじいものがある。
ゴールを決めると感激のあまり泣いてしまうことがある。

## エピソード
- 新潟在籍時代は温泉やラーメン、納豆などの日本文化に親しんでいたことから、サポーターにはかなりの親日家として知られ、その人柄とともに愛された。練習後に日帰り温泉（または銭湯）に行き、その後ラーメン屋に寄ると言う行動パターンは“ファビーニョ・コース”と言われていた。
- 夫人も日本にすっかりなじんでおり、新潟退団後のジュベントゥージの在籍が短期間だったことについて「妻がブラジルになじめなかったので」と本人がコメントしている。
- 本人によれば「チームメートのブラジル人に日本文化や日本食などを薦めるけれども、納豆だけは断られる」。
- 非常に真面目で、日本人以上に人情家で、なおかつ涙もろい。シミュレーションでイエローカードを貰った時、反町監督が「その様に人を欺く選手ではない」と言う趣旨のコメントを出した。
- 試合後などに自分の応援に合わせて踊るなど、ブラジル人らしいところもある。
- 足や股関節に古傷を持っており、さらに激しいプレーで頬骨骨折をするなど、一年を通しての活躍は厳しい。ただし怪我からの復帰戦は必ずと言って良いほど活躍する。

## 所属クラブ
- 1992年 - 1995年  ECヴィトーリア
- 1996年 - 1997年  ジョインヴィレEC
- 1997年 - 2000年  FCバーゼル
- 2000年  ジョインヴィレEC
- 2001年  コリチーバFC
- 2002年  大分トリニータ
- 2003年 - 2006年  アルビレックス新潟
- 2007年  ECジュベントゥージ
- 2007年7月 - 同年12月  ベガルタ仙台

## 個人成績
| 国内大会個人成績 | 国内大会個人成績 | 国内大会個人成績 | 国内大会個人成績 | 国内大会個人成績 | 国内大会個人成績 | 国内大会個人成績 | 国内大会個人成績 | 国内大会個人成績 | 国内大会個人成績 | 国内大会個人成績 | 国内大会個人成績 |
| 年度             | クラブ           | 背番号           | リーグ           | リーグ戦         | リーグ戦         | リーグ杯         | リーグ杯         | オープン杯       | オープン杯       | 期間通算         | 期間通算         |
| 年度             | クラブ           | 背番号           | リーグ           | 出場             | 得点             | 出場             | 得点             | 出場             | 得点             | 出場             | 得点             |
| ブラジル         | ブラジル         | ブラジル         | ブラジル         | リーグ戦         | リーグ戦         | ブラジル杯       | ブラジル杯       | オープン杯       | オープン杯       | 期間通算         | 期間通算         |
| ---------------- | ---------------- | ---------------- | ---------------- | ---------------- | ---------------- | ---------------- | ---------------- | ---------------- | ---------------- | ---------------- | ---------------- |
| 1992             | ヴィトーリア     |                  |                  | 5                | 1                |                  |                  |                  |                  |                  |                  |
| 1993             | ヴィトーリア     |                  |                  | 9                | 1                |                  |                  |                  |                  |                  |                  |
| 1994             | ヴィトーリア     |                  |                  |                  |                  |                  |                  |                  |                  |                  |                  |
| 1995             | ヴィトーリア     |                  |                  |                  |                  |                  |                  |                  |                  |                  |                  |
| 1996             | ジョインヴィレ   |                  |                  |                  |                  |                  |                  |                  |                  |                  |                  |
| 1997             | ジョインヴィレ   |                  |                  |                  |                  |                  |                  |                  |                  |                  |                  |
| スイス           | スイス           | スイス           | スイス           | リーグ戦         | リーグ戦         | スイス杯         | スイス杯         | オープン杯       | オープン杯       | 期間通算         | 期間通算         |
| 1997-98          | バーゼル         |                  | スーパーリーグ   | 0                | 0                |                  |                  |                  |                  |                  |                  |
| 1998-99          | バーゼル         |                  | スーパーリーグ   | 16               | 3                |                  |                  |                  |                  |                  |                  |
| 1999-00          | バーゼル         |                  | スーパーリーグ   | 0                | 0                |                  |                  |                  |                  |                  |                  |
| ブラジル         | ブラジル         | ブラジル         | ブラジル         | リーグ戦         | リーグ戦         | ブラジル杯       | ブラジル杯       | オープン杯       | オープン杯       | 期間通算         | 期間通算         |
| 2000             | ジョインヴィレ   |                  |                  |                  |                  |                  |                  |                  |                  |                  |                  |
| 2001             | コリチーバ       |                  |                  | 17               | 0                |                  |                  |                  |                  |                  |                  |
| 日本             | 日本             | 日本             | 日本             | リーグ戦         | リーグ戦         | リーグ杯         | リーグ杯         | 天皇杯           | 天皇杯           | 期間通算         | 期間通算         |
| 2002             | 大分             | 10               | J2               | 33               | 7                | -                | -                | 0                | 0                | 33               | 7                |
| 2003             | 新潟             | 9                | J2               | 28               | 9                | -                | -                | 3                | 0                | 31               | 9                |
| 2004             | 新潟             | 9                | J1               | 27               | 9                | 4                | 0                | 0                | 0                | 31               | 9                |
| 2005             | 新潟             | 9                | J1               | 26               | 8                | 5                | 2                | 2                | 0                | 33               | 10               |
| 2006             | 新潟             | 9                | J1               | 23               | 4                | 4                | 0                | 2                | 1                | 29               | 5                |
| ブラジル         | ブラジル         | ブラジル         | ブラジル         | リーグ戦         | リーグ戦         | ブラジル杯       | ブラジル杯       | オープン杯       | オープン杯       | 期間通算         | 期間通算         |
| 2007             | ジュベントゥージ |                  |                  |                  |                  |                  |                  |                  |                  |                  |                  |
| 日本             | 日本             | 日本             | 日本             | リーグ戦         | リーグ戦         | リーグ杯         | リーグ杯         | 天皇杯           | 天皇杯           | 期間通算         | 期間通算         |
| 2007             | 仙台             | 11               | J2               | 8                | 0                | -                | -                | 0                | 0                | 8                | 0                |
| 通算             | ブラジル         | ブラジル         |                  |                  |                  |                  |                  |                  |                  |                  |                  |
| 通算             | スイス           | スイス           | スーパーリーグ   | 16               | 3                |                  |                  |                  |                  |                  |                  |
| 通算             | 日本             | 日本             | J1               | 76               | 21               | 13               | 2                | 4                | 1                | 93               | 24               |
| 通算             | 日本             | 日本             | J2               | 69               | 16               | -                | -                | 3                | 0                | 72               | 16               |
| 総通算           |                  |                  |                  |                  |                  |                  |                  |                  |                  |                  |                  |

## タイトル

### 選手時代
ECヴィトーリア
- カンピオナート・バイアーノ：3回（1992、1995、1996）

ジョインヴィレEC
- カンピオナート・カタリネンセ：1回（2000）

大分トリニータ
- J2リーグ：1回（2002）

アルビレックス新潟
- J2リーグ：1回（2003）

## 指導歴
- 2009年  アルビレックス新潟サッカースクール コーチ
- 2013年 - 2017年  ジョインヴィレEC
  - 2013年 - 2016年 U-17監督
  - 2017年 監督
- 2018年  パラナ・クルーベアシスタントコーチ
- 2020年  -  ジョインヴィレEC監督